# 九台区
九台区（きゅうだい-く）は中華人民共和国吉林省長春市東部に位置する市轄区。

## 歴史
1932年（大同元年）、満州国により永吉県・徳恵県・長春県の一部を分割し九台県が設置される。1988年に九台市に昇格した。2014年に九台区に改編された。

## 行政区画
16街道、2鎮、2民族郷を管轄：
- 街道弁事処：九台街道、営城街道、九郊街道、西営城街道、土們嶺街道、葦子溝街道、興隆街道、紀家街道、波泥河街道、卡倫湖街道、東湖街道、竜嘉街道、興港街道、沐石河街道、城子街街道、南山街道
- 鎮：チクタン・モー・ジャラン（其塔木鎮）、上河湾鎮
- 民族郷：胡家回族郷、莽卡満族郷

## 交通

### 鉄道
- 中国鉄路総公司
  - 長琿都市間鉄道

（長春方面）- 九台南駅 -（琿春方面）
  - 長図線

（長春方面）- 九台駅 - 営城駅 - 土們嶺駅 -（図們方面）

### 道路
- 高速道路
  - 琿烏高速道路